# Austin Watson
Austin Watson, född 13 januari 1992, är en amerikansk professionell ishockeyforward som spelar för Ottawa Senators i National Hockey League (NHL).
Han har tidigare spelat för Nashville Predators i NHL; Milwaukee Admirals i American Hockey League (AHL) samt Windsor Spitfires, Peterborough Petes och London Knights i Ontario Hockey League (OHL).
Watson draftades av Nashville Predators i första rundan i 2010 års draft som 18:e spelare totalt.

## Statistik
| 2005–2006  | Detroit Compuware U13  | MWEHL      | 28  | 10 | 26  | 36  | 18  | —  | —  | —  | —  | —  |
| 2006–2007  | Detroit Compuware U14  | MWEHL      | 29  | 24 | 38  | 62  | 55  | —  | —  | —  | —  | —  |
| 2007–2008  | Detroit Compuware U16  | MWEHL      | 31  | 12 | 28  | 40  | 36  | —  | —  | —  | —  | —  |
| 2008–2009  | Windsor Spitfires      | OHL        | 63  | 10 | 19  | 29  | 41  | 20 | 0  | 3  | 3  | 15 |
| 2009–2010  | Windsor Spitfires      | OHL        | 42  | 11 | 23  | 34  | 14  | —  | —  | —  | —  | —  |
|            | U.S. National U18 Team |            | 9   | 4  | 2   | 6   | 33  | —  | —  | —  | —  | —  |
|            | Peterborough Petes     | OHL        | 10  | 9  | 11  | 20  | 8   | 4  | 2  | 0  | 2  | 2  |
| 2010–2011  | Peterborough Petes     | OHL        | 68  | 34 | 34  | 68  | 54  | —  | —  | —  | —  | —  |
|            | Milwaukee Admirals     | AHL        | 5   | 0  | 0   | 0   | 0   | 3  | 0  | 0  | 0  | 0  |
| 2011–2012  | Peterborough Petes     | OHL        | 32  | 14 | 19  | 33  | 33  | —  | —  | —  | —  | —  |
|            | London Knights         | OHL        | 29  | 11 | 24  | 35  | 14  | 19 | 10 | 7  | 17 | 10 |
| 2012–2013  | Nashville Predators    | NHL        | 6   | 1  | 0   | 1   | 0   | —  | —  | —  | —  | —  |
|            | Milwaukee Admirals     | AHL        | 72  | 20 | 17  | 37  | 22  | 4  | 1  | 0  | 1  | 0  |
| 2013–2014  | Milwaukee Admirals     | AHL        | 76  | 22 | 24  | 46  | 24  | 3  | 0  | 0  | 0  | 6  |
| 2014–2015  | Milwaukee Admirals     | AHL        | 76  | 26 | 18  | 44  | 34  | —  | —  | —  | —  | —  |
| 2015–2016  | Nashville Predators    | NHL        | 57  | 3  | 7   | 10  | 32  | —  | —  | —  | —  | —  |
| 2016–2017  | Nashville Predators    | NHL        | 77  | 5  | 12  | 17  | 99  | 22 | 4  | 5  | 9  | 28 |
|            | Milwaukee Admirals     | AHL        | 3   | 1  | 0   | 1   | 9   | —  | —  | —  | —  | —  |
| 2017–2018  | Nashville Predators    | NHL        | 76  | 14 | 5   | 19  | 123 | 13 | 5  | 3  | 8  | 12 |
| 2018–2019  | Nashville Predators    | NHL        | 37  | 7  | 9   | 16  | 39  | 6  | 1  | 1  | 2  | 6  |
|            | Milwaukee Admirals     | AHL        | 2   | 4  | 0   | 4   | 0   | —  | —  | —  | —  | —  |
| 2019–2020  | Nashville Predators    | NHL        | 53  | 6  | 8   | 14  | 65  | 4  | 0  | 0  | 0  | 2  |
| 2020–2021  | Ottawa Senators        | NHL        | 34  | 3  | 7   | 10  | 40  | —  | —  | —  | —  | —  |
| 2021–2022  | Ottawa Senators        | NHL        | 67  | 10 | 6   | 16  | 91  | —  | —  | —  | —  | —  |
| 2022–2023  | Ottawa Senators        | NHL        | 75  | 9  | 2   | 11  | 123 | —  | —  | —  | —  | —  |
| NHL totalt | NHL totalt             | NHL totalt | 482 | 58 | 56  | 114 | 612 | 45 | 10 | 9  | 19 | 48 |
| AHL totalt | AHL totalt             | AHL totalt | 234 | 73 | 59  | 132 | 89  | 10 | 1  | 0  | 1  | 6  |
| OHL totalt | OHL totalt             | OHL totalt | 244 | 89 | 130 | 219 | 164 | 43 | 12 | 10 | 22 | 27 |

### Internationellt
| Källa: Uppdaterad: 2023-03-23 | Källa: Uppdaterad: 2023-03-23 | Källa: Uppdaterad: 2023-03-23 |               | Utv = Utvisningsminuter | Utv = Utvisningsminuter | Utv = Utvisningsminuter | Utv = Utvisningsminuter | Utv = Utvisningsminuter |
| År                            | Lag                           | Mästerskap                    | Matcher       | Mål                     | Assists                 | Poäng                   | Utv                     |                         |
| ----------------------------- | ----------------------------- | ----------------------------- | ------------- | ----------------------- | ----------------------- | ----------------------- | ----------------------- | ----------------------- |
| 2010                          | USA                           | U18-VM                        | 7             | 2                       | 1                       | 3                       | 33                      |                         |
| 2012                          | USA                           | JVM                           | 6             | 3                       | 6                       | 9                       | 0                       |                         |
| 2016                          | USA                           | VM                            | 10            | 0                       | 1                       | 1                       | 27                      |                         |
| Junior totalt                 | Junior totalt                 | Junior totalt                 | Junior totalt | 13                      | 5                       | 7                       | 12                      | 33                      |
| Senior totalt                 | Senior totalt                 | Senior totalt                 | Senior totalt | 10                      | 0                       | 1                       | 1                       | 27                      |